# Капдеперский договор
Договор Капдепера был подписан между королем Арагона Хайме I и Абу Абдуллаха Мухаммада, мусульманским Кади на острове Менорка, 17 июня 1231 года. Договор был подписан в замке Капдепера, который был известен как «Torre den Nunis». Договор позволял острову Менорка оставаться под мусульманским правлением, оставаясь при этом подвластным Арагонскому королю посредством уплаты дани.
Завоевав Майорку, Хайме I решил не вторгаться на соседний остров, потому что ему нужны были силы для завоевания Валенсии. Таким образом, он прибегнул к уловке. Он приказал зажечь в городе огромные костры, которые можно было увидеть с Менорки, чтобы мусульмане, жившие там, подумали, что там собралась Великая армия, готовая к вторжению. Комитет, ответственный за поездку на Менорку для переговоров, был сформирован мастером тамплиеров, Фраем Рамоном де Серра, рыцарем Бернардо де Санта Евгения и лордом Сангаррена.